# World Games 2017/Teilnehmer (Litauen)
| Gelbes Symbol für Goldmedaillen mit stilisierten Olympischen Ringen | Graues Symbol für Silbermedaillen mit stilisierten Olympischen Ringen | Braundes Symbol für Bronzemedaillen mit stilisierten Olympischen Ringen |
| ------------------------------------------------------------------- | --------------------------------------------------------------------- | ----------------------------------------------------------------------- |
| —                                                                   | —                                                                     | 1                                                                       |

Litauen nahm in Breslau an den World Games 2017 teil. Litauen nominierte 2 Athleten und 2 Athletinnen.

## Teilnehmer nach Sportarten

### Tanzen

#### Latein Tänze
| Athleten                        | 1. Runde | 1. Runde    | 1. Runde | 1. Runde   | 1. Runde | Redance | Redance     | Redance | Redance    | Redance | Halbfinale | Halbfinale  | Halbfinale | Halbfinale | Halbfinale | Finale        | Finale        | Finale        | Finale        | Finale        | Rang |
| Athleten                        | Samba    | Cha Cha Cha | Rumba    | Paso Doble | Jive     | Samba   | Cha Cha Cha | Rumba   | Paso Doble | Jive    | Samba      | Cha Cha Cha | Rumba      | Paso Doble | Jive       | Samba         | Cha Cha Cha   | Rumba         | Paso Doble    | Jive          | Rang |
| ------------------------------- | -------- | ----------- | -------- | ---------- | -------- | ------- | ----------- | ------- | ---------- | ------- | ---------- | ----------- | ---------- | ---------- | ---------- | ------------- | ------------- | ------------- | ------------- | ------------- | ---- |
| Paar                            |          |             |          |            |          |         |             |         |            |         |            |             |            |            |            |               |               |               |               |               |      |
| Migle Klupsaite Jokubas Venckus | 10       | 11          | 10       | 10         | 11       | 1       | 1           | 1       | 1          | 1       | 11         | 11          | 11         | 11         | 11         | ausgeschieden | ausgeschieden | ausgeschieden | ausgeschieden | ausgeschieden | 11   |

#### Standard Tänze
| Athleten                         | 1. Runde | 1. Runde | 1. Runde       | 1. Runde     | 1. Runde  | Halbfinale | Halbfinale | Halbfinale     | Halbfinale   | Halbfinale | Finale  | Finale | Finale         | Finale       | Finale    | Rang   |
| Athleten                         | Waltzer  | Tango    | Wiener Waltzer | Slow Foxtrot | Quickstep | Waltzer    | Tango      | Wiener Waltzer | Slow Foxtrot | Quickstep  | Waltzer | Tango  | Wiener Waltzer | Slow Foxtrot | Quickstep | Rang   |
| -------------------------------- | -------- | -------- | -------------- | ------------ | --------- | ---------- | ---------- | -------------- | ------------ | ---------- | ------- | ------ | -------------- | ------------ | --------- | ------ |
| Paar                             |          |          |                |              |           |            |            |                |              |            |         |        |                |              |           |        |
| Ieva Zukauskaite Evaldas Sodeika | 3        | 3        | 4              | 3            | 3         | 3          | 3          | 3              | 3            | 3          | 3       | 3      | 3              | 3            | 3         | Bronze |